# Mouhamed Harfouch
Mouhamed Teixeira Harfouch (Rio de Janeiro, 29 de outubro de 1977) é um ator brasileiro.

## Biografia
É de ascendência síria por parte de pai e luso-brasileira por parte de mãe. Formado em Direito, ele começou a fazer teatro ainda criança até decidir se dedicar somente à carreira artística. Fez faculdade porque achava que não conseguiria se sustentar como ator. Aos 20 anos estudava, fazia estágios e à noite ensaiava peças.
Estreou no teatro em 1994, em "Estação Baixo Gávea". Depois emendou vários espetáculos: "Decolando na Onda" (1996), "Teen Lover" (1997), "Se você Me Ama" (1998), "Os Candidatos" (1999), "A Prosa de Nelson" (2000), "Forró da Revolução Popular" (2000). Foi premiado pelas peças "A Menina Que Perdeu O Gato Enquanto Dançava O Frevo Na Terça-Feira de Carnaval" e "Auto do Novilho Furtado". Entre 2003 e 2004, viveu Romeu no seriado infantil Teca na tv. Em 2004, atuou em "A Zeropéia" e "A Aranha Arranha A Jarra A Jarra Arranha A Aranha". Em 2010, participou da montagem de "Gorda". Em 2015, protagonizou o espetáculo musical "Ou tudo ou nada" (The full monty) dirigido por Tadeu Aguiar. Em 2022, voltou aos palcos sob direção de Tadeu Aguiar, integrando o elenco de "Quando eu for mãe quero amar desse jeito", com texto de Eduardo Bakr, dividindo a cena com Vera Fischer e Larissa Maciel. Em 2024, também com direção de Tadeu Aguiar, integrou o elenco do musical Querido Evan Hansen.
Já a estreia na televisão aconteceu em 1997, protagonizando o episódio Meu Guri, do programa Você Decide, na Rede Globo. Em 2007, atuou na novela Pé na Jaca como o árabe Houssein; em 2011, integrou o elenco da novela Cordel Encantado como o polígamo Farid; em 2013, atuou na novela Amor à Vida; e em 2014 participou da série Dupla Identidade. Em 2015, Mouhamed Harfouch foi escalado para fazer o médico Everaldo em Verdades Secretas.

### Vida pessoal
O ator é casado com a advogada Clarissa Eyer, com quem tem dois filhos, Ana Flor, nascida em 29 de junho de 2012 e Bento, nascido em 05 de março de 2017.

## Filmografia

### Televisão
| Ano       | Título                      | Personagem                                | Nota                                        |
| --------- | --------------------------- | ----------------------------------------- | ------------------------------------------- |
| 2024      | Matches                     | Felipe                                    | Temporada 2                                 |
| 2023      | Betinho - No Fio da Navalha | Chico Buarque                             |                                             |
| 2023      | Amor Perfeito               | Camilo Iglesias                           |                                             |
| 2022–25   | Rensga Hits!                | Isaías Silva                              |                                             |
| 2021      | Nos Tempos do Imperador     | Diego Valente                             |                                             |
| 2020      | Amor de Mãe                 | Daniel Vilanova Hidalgo                   |                                             |
| 2019      | Órfãos da Terra             | Ali Al Aud                                |                                             |
| 2018      | Popstar                     | Participante                              | Temporada 2                                 |
| 2017      | Malhação: Viva a Diferença  | Bóris Belink                              |                                             |
| 2016      | Tocs de Dalila              | Carlos (Crachá)                           |                                             |
| 2016      | Liberdade, Liberdade        | Visconde                                  |                                             |
| 2015      | Verdades Secretas           | Dr. Everaldo Ramirez                      |                                             |
| 2014      | Dupla Identidade            | Lucas                                     |                                             |
| 2014      | Tapas & Beijos              | Peixoto                                   |                                             |
| 2014      | Joia Rara                   | Alessandro Marson                         | Episódio: "4 de abril"                      |
| 2013      | Amor à Vida                 | Dr. Pérsio Faruq Ahmad                    |                                             |
| 2011      | Cordel Encantado            | Farid Arslan / Tufik Arslan / Said Arslan |                                             |
| 2009      | Cama de Gato                | Diogo Almeida (Almeidinha)                |                                             |
| 2009      | Malhação                    | Fechado Souza                             |                                             |
| 2008      | Casos e Acasos              | Leandro                                   | Episódio: "O Parto, o Batom e o Passaporte" |
| 2008      | Guerra e Paz                | Paulo                                     |                                             |
| 2007      | Guerra e Paz (especial)     | Paulo                                     | Especial de fim de ano                      |
| 2006      | Pé na Jaca                  | Houssein                                  |                                             |
| 2005      | A Grande Família            | Flanelinha                                | Episódio: "A Grande Quadrilha"              |
| 2003-2004 | Teca na TV                  | Romeu                                     |                                             |
| 1996      | Você Decide                 | —                                         | 1 episódio                                  |
| 1993      | Olho no Olho                | Eleandro                                  |                                             |

### Cinema
| Ano  | Título                             | Personagem |
| ---- | ---------------------------------- | ---------- |
| 2024 | Nosso Lar 2: Os Mensageiros        | Isidoro    |
| 2022 | Uma Pitada de Sorte                | Lugão      |
| 2008 | Alucinados                         | Falcão     |
| 2007 | O Cavaleiro Didi e a Princesa Lili | Sacristão  |
| 2005 | Corrompendo                        | Paulo      |
| 2003 | Amor em 3 Atos                     |            |
| 2002 | Trava                              | contas     |

### Internet
| Ano  | Título     | Personagem    | Nota                      |
| ---- | ---------- | ------------- | ------------------------- |
| 2016 | Absurdices | Pai de Mariah | Episódio: "Xaveco de pai" |

## Prêmios e indicações
| Ano  | Prêmio                                     | Categoria       | Indicação                                      | Resultado |
| ---- | ------------------------------------------ | --------------- | ---------------------------------------------- | --------- |
| 2010 | Prêmio APCA de Teatro                      | Prêmio Especial | Gorda                                          | Indicado  |
| 2012 | Prêmio Zilka Sallaberry de Teatro Infantil | Melhor Ator     | Algumas Aventuras das 20.000 Léguas Submarinas | Venceu    |
| 2016 | Prêmio Bibi Ferreira                       | Melhor Ator     | Ou Tudo Ou Nada, O Musical                     | Indicado  |